# Gus Meins

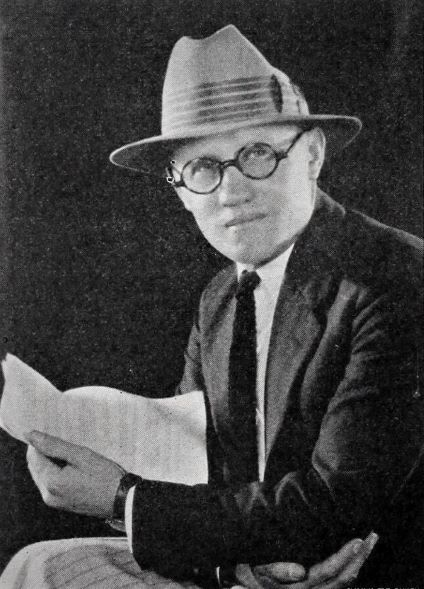
Gus Meins (1925)

Gus Meins (* 6. März 1893 als Gustav Luley in Frankfurt am Main; † 1. August 1940 in Los Angeles) war ein deutschamerikanischer Filmregisseur.
In Frankfurt am Main geboren, emigrierte Gus Meins mit seiner Mutter in den frühen 1900er-Jahren in die Vereinigten Staaten. Er arbeitete als Cartoonist bei der Los Angeles Evening Herald, ehe er 1919 als Gagwriter bei der Fox Film Corporation seinen Einstieg ins Filmgeschäft machte. Später arbeitete er für den Komödienproduzenten Mack Sennett und drehte im Jahre 1922 seinen ersten Film als Regisseur. In den 1920er-Jahren führte er Regie bei einer Reihe von Stummfilmen, zu denen die Buster-Brown-Komödien gehörten. Hier konnte er zum ersten Mal sein Talent für die Zusammenarbeit mit Kinderdarstellern zeigen. 
Am bekanntesten wurde er als ständiger Regisseur der Filmreihe Die kleinen Strolche (Our Gang) von Hal Roach in den Jahren 1934 bis 1936. Er war in dieser Funktion Nachfolger von Robert F. McGowan und wurde selbst zwei Jahre später von Gordon Douglas abgelöst. Außerdem führte Meins gemeinsam mit Charley Rogers die Regie bei Laurel und Hardys Märchenkomödie Babes in Toyland aus dem Jahre 1934, die die bis dahin aufwendigste Produktion rund um das Komikerduo war. Ebenfalls drehte er in den Jahren 1933 und 1934 mehrere Kurzfilme mit dem Komikerduo Thelma Todd und ZaSu Pitts bzw. später Patsy Kelly, die als ein weibliches Pendant zu Laurel und Hardy gedacht waren. 1937 verließ Meins Roach aufgrund künstlerischer Differenzen und drehte danach unter anderem B-Filme für Republic Pictures. Sein Schaffen umfasst mehr als 140 Produktionen.
Der 47-jährige Meins beging am 1. August 1940 mithilfe von Kohlenstoffmonoxid in seinem Auto Suizid. Er war zuvor kurzzeitig unter dem Verdacht verhaftet worden, mehrere Jungen missbraucht zu haben, und war danach per Kaution entlassen worden. Meins – dessen Ruf in Hollywood bis dahin tadellos war und der als besonders freundlich galt – beteuerte zwar seine Unschuld, äußerte allerdings gegenüber seiner Ehefrau und seinem Sohn, dem zeitweiligen Schauspieler Douglas Meins (1918–1987), selbst bei keiner Verurteilung zwangsläufig durch den Skandal ruiniert zu sein.

## Filmografie (Auswahl)
- 1922: Step Forward (Kurzfilm)
- 1925–1929: Buster Brown (Filmreihe)
- 1927: The Newlyweds' Christmas Party
- 1934: Hi'-Neighbor! (Kurzfilm)
- 1934: Soup and Fish (Kurzfilm)
- 1934: For Pete's Sake! (Kurzfilm)
- 1934: The First Round-Up (Kurzfilm)
- 1934: Honkey Donkey (Kurzfilm)
- 1934: Mike Fright (Kurzfilm)
- 1934: Mama's Little Pirate (Kurzfilm)
- 1934: Rache ist süß (Babes in Toyland)
- 1934: Shrimps for a Day (Kurzfilm)
- 1935: Beginner's Luck (Kurzfilm)
- 1935: Anniversary Trouble (Kurzfilm)
- 1935: Teacher's Beau (Kurzfilm)
- 1935: Sprucin' Up (Kurzfilm)
- 1935: Little Papa (Kurzfilm)
- 1935: Little Sinner (Kurzfilm)
- 1935: Our Gang Follies of 1936 (Kurzfilm)
- 1936: The Lucky Corner (Kurzfilm)
- 1936: Second Childhood (Kurzfilm)
- 1938: The Higgins Family
- 1938: His Exciting Night
- 1939: The Covered Trailer
- 1940: Earl of Puddlestone